# Љиљана Чекић
Љиљана Чекић (Дубровник, 1966) глумица је Народног позоришта Републике Српске. Рођена је у Дубровнику. Живи и ради у Бањој Луци.

## Биографија
Дипломирала је на Електротехничком факултету у Бањој Луци. Постдипломске студије завршила је на Факултету драмских уметности у Београду. Докторирала је 2015. на Факултету драмских уметности у Београду, на Катедри за теорију и историју позоришта, са дисертацијом "Оснивање и умјетнички развој Народног позоришта Врбаске бановине 1930-1934". Позоришну каријеру започела је у Дјечијем позоришту Републике Српске. Од 1995. године члан је ансамбла Народног позоришта Републике Српске. Остварила је бројне улоге у позоришту, на радију и телевизији. Добитница је значајних глумачких награда. Љиљана Чекић је дала велики допринос развоју Театар феста „Петар Кочић”. Истиче се као читан колумниста. Предавач је на Независном универзитету у Бањој Луци.